# باينهين (باد كاليه)
باينهين، باد كاليه (بالفرنسية: Bainghen)‏ هي بلدية تقع في إقليم باد كاليه من منطقة نور با دو كاليه في شمال فرنسا. تبلغ مساحة هذه المدينة 6.69 (كم²)، وترتفع عن سطح البحر 200 م، يبلغ عدد سكانها 181 نسمة حسب إحصاء المعهد الوطني للإحصاء والدراسات الاقتصادية سنة 2009 م. وترأس Thierry Terlutte البلدية خلال فترة (2008-2014).